# Lake Montezuma
Lake Montezuma es un lugar designado por el censo ubicado en el condado de Yavapai en el estado estadounidense de Arizona. En el Censo de 2010 tenía una población de 4706 habitantes y una densidad poblacional de 150,86 personas por km².

## Geografía
Lake Montezuma se encuentra ubicado en las coordenadas 34°38′13″N 111°48′3″O / 34.63694, -111.80083. Según la Oficina del Censo de los Estados Unidos, Lake Montezuma tiene una superficie total de 31.19 km², de la cual 31.17 km² corresponden a tierra firme y (0.09%) 0.03 km² es agua.

## Demografía
Según el censo de 2010, había 4.706 personas residiendo en Lake Montezuma. La densidad de población era de 150,86 hab./km². De los 4.706 habitantes, Lake Montezuma estaba compuesto por el 86.59% blancos, el 0.51% eran afroamericanos, el 3.04% eran amerindios, el 0.49% eran asiáticos, el 0.04% eran isleños del Pacífico, el 5.74% eran de otras razas y el 3.59% pertenecían a dos o más razas. Del total de la población el 16.28% eran hispanos o latinos de cualquier raza.